# Palacio Staszic
El palacio Staszic ( en polaco: Pałac Staszica   , AFI: /ˈpawat͡s staˈʂit͡sa/ ) es un edificio en ulica Nowy Świat 72, Varsovia, Polonia. Es la sede de la Academia Polaca de Ciencias .

## Historia

### Origen
La historia del Palacio Staszic data de 1620, cuando el rey Segismundo III de Polonia ordenó la construcción de una pequeña capilla ortodoxa oriental, como lugar de entierro apropiado para el ex zar Vasili IV de Rusia y su hermano, Dmitry Shuisky, que había muerto bajo custodia polaca tras haber sido capturado varios años antes durante la guerra polaco-moscovita de 1605-18 .
Como la población de la capital polaca era mayoritariamente católica, protestante o judía, había poca demanda de una capilla ortodoxa, y en 1668 otro rey polaco, Juan II Casimiro, transfirió la capilla a la Orden Dominicana, que se encargó del edificio hasta 1808.

### Siglo 19

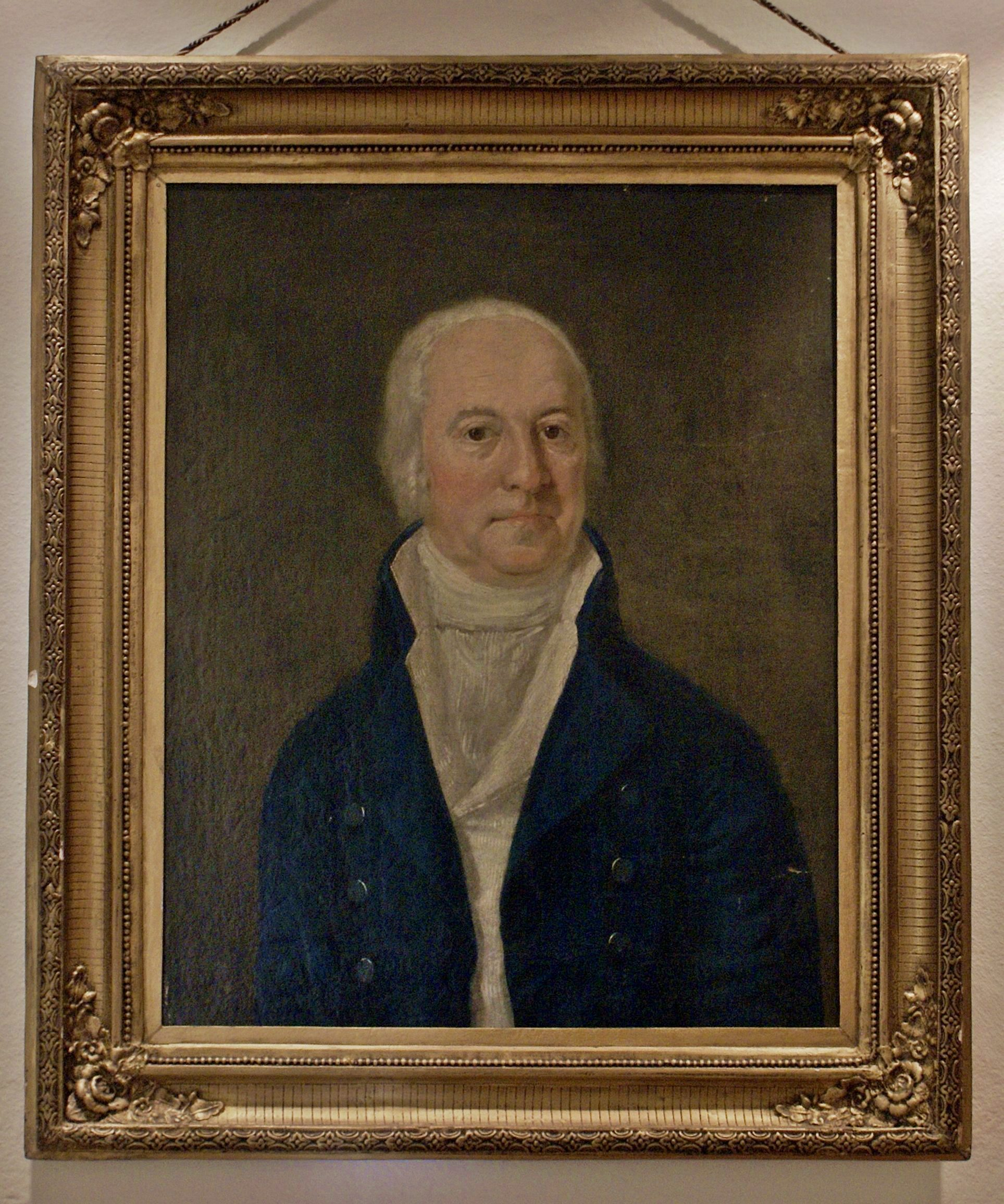
Stanisław Staszic en 1820

En 1818, el edificio fue adquirido por Stanisław Staszic, una figura destacada de la Ilustración polaca, quien encargó su renovación. El arquitecto a cargo fue Antonio Corazzi, quien rediseñó el palacio en estilo neoclásico . Después de la renovación (1820-1823), Staszic donó el edificio a la Sociedad de Amigos de la Ciencia, la primera sociedad científica polaca dedicada a la ciencia, fundada en 1800.
El 11 de mayo de 1830, el diplomático y erudito Julian Ursyn Niemcewicz inauguró el monumento de Bertel Thorvaldsen a Nicolás Copérnico frente al palacio.
Después del levantamiento de noviembre de 1830 contra la ocupación del Imperio Ruso, las autoridades rusas prohibieron la Sociedad; habían controlado Varsovia la mayor parte del tiempo desde la partición final de Polonia en 1795. Durante los siguientes 26 años, el palacio fue utilizado por los organizadores de una lotería.

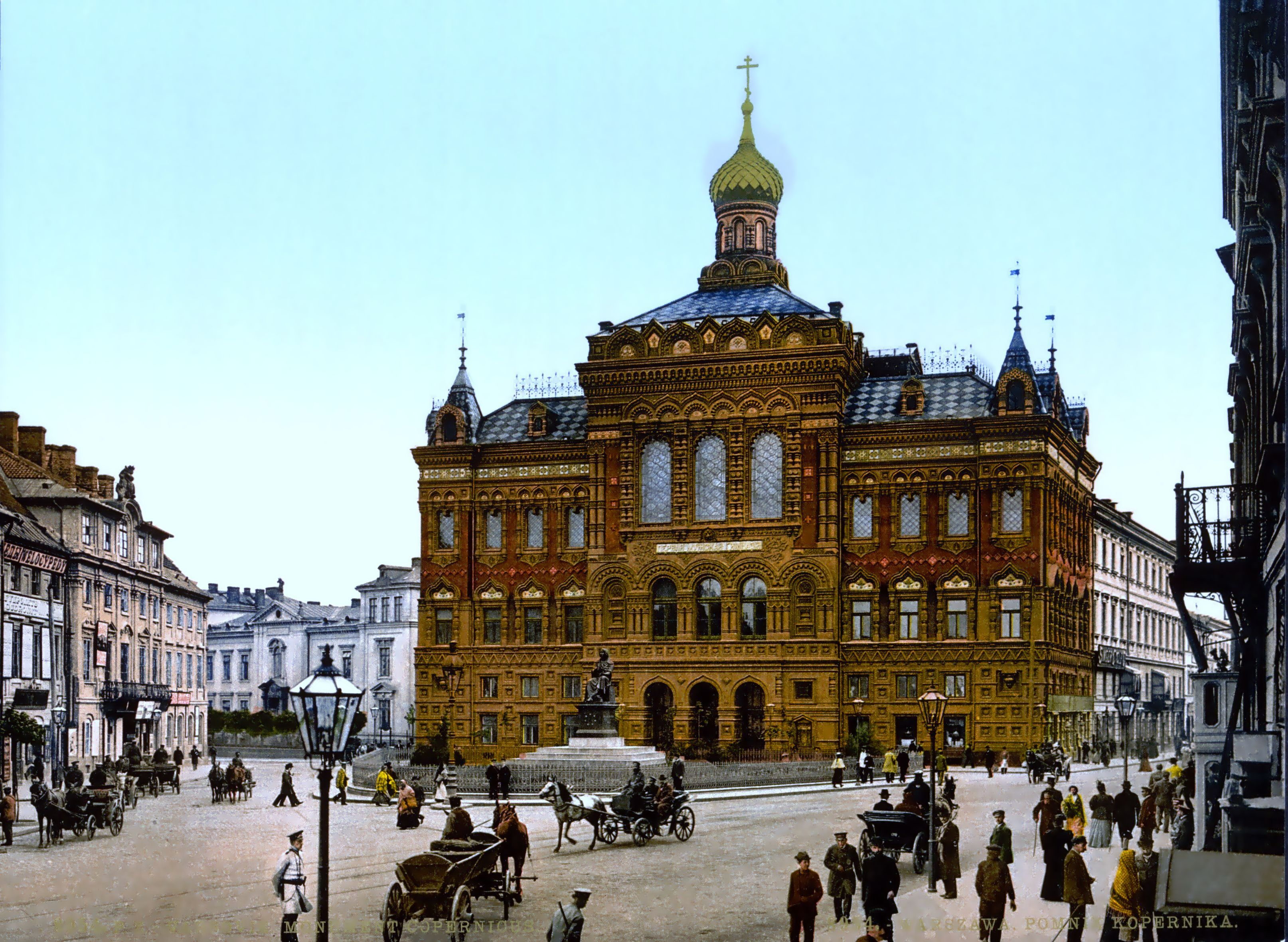
Palacio Staszic en estilo renacentista ruso (1892-1924)

En 1857-1862, el palacio fue la sede de la Academia de Ciencias Médicas, la primera institución de educación superior restablecida en la partición rusa (todas las instituciones de educación superior fueron prohibidas tras el Levantamiento de 1830); pero la Academia pronto se cerró después de otra insurrección fallida, el " Levantamiento de enero " de 1863-4.
Hasta el final de la Primera Guerra Mundial, el edificio albergó un gimnasio. Desde 1890 fue la sede de una iglesia ortodoxa. En 1892-1893, las autoridades rusas renovaron el palacio. En línea con la rusificación en curso de Varsovia, el arquitecto Mikhail Pokrovsky remodeló el palacio en estilo ruso-bizantino .

### Siglo 20

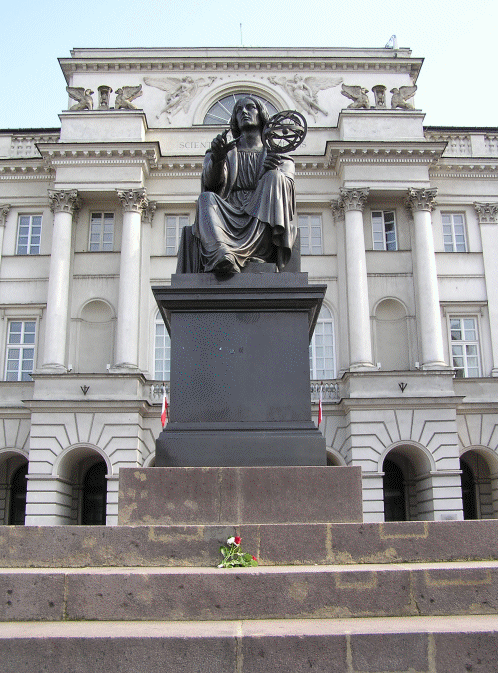
Copérnico con la esfera armilar, frente al Palacio Staszic

Tras la recuperación de la independencia de Polonia en 1918, en 1924-26 el arquitecto Marian Lalewicz devolvió al palacio un estilo neoclásico similar al de su diseño original. En el período de entreguerras albergó varias organizaciones científicas y académicas: la Sociedad Científica de Varsovia, el Fondo Mianowski, el Instituto Nacional de Meteorología, el Instituto Francés y el Museo Arqueológico de Varsovia.
El palacio fue dañado durante el asedio de Varsovia en 1939 y casi arrasado durante el Levantamiento de Varsovia en 1944. En 1946-1950 fue reconstruido en su forma neoclásica original. Hoy es la sede de la Academia Polaca de Ciencias .